# Thapana Sirivadhanabhakdi
Thapana Sirivadhanabhakdi (în thailandeză ฐาปน สิริวัฒนภักดี; n. ianuarie 1975, Bangkok, Thailanda) este un om de afaceri thailandez, care deține din 2008 funcțiile de director general (CEO) și președinte executiv al companiei ThaiBev.

## Biografie

### Tinerețe
El este al treilea dintre cei cinci copii ai miliardarului chinez thailandez⁠(d) Charoen Sirivadhanabhakdi (Su Xuming), fondatorul și președintele consiliului de administrație al companiei ThaiBev. Numele său de familie chinezesc este Su⁠(d) (în chineză simplificată: 苏; chineză tradițională: 蘇), iar „Sirivadhanabhakdi” este numele de familie thailandez acordat tatălui său de regele Bhumibol al Thailandei în 1988.
Thapana a absolvit studii de licență în administrarea afacerilor și studii de masterat în economie financiară la Universitatea din Boston. A obținut ulterior titlul de doctor în administrarea afacerilor la Universitatea Silpakorn din Bangkok.

### Carieră
Thapana Sirivadhanabhakdi a activat, după absolvirea studiilor, în cadrul companiei ThaiBev mai întâi ca director și vicepreședinte executiv (octombrie 2003 – ianuarie 2008), apoi ca membru al Comitetului Executiv (din februarie 2004) și ulterior ca director general (CEO) și președinte executiv (din ianuarie 2008).
El a deținut sau deține, de asemenea, funcții manageriale sau directoriale în cadrul companiilor Berli Jucker, Beer Thai, Red Bull Distillery Group, Dhospaak, Oishi Group Public Co Ltd, Univentures PLC, Siam Food Products PLC, Southeast Group of Companies, Golden Land Property Development, TCC Holding, GMM Channel Holding, International Beverage Holdings, Adelfos Co., Sermsuk, InterBev Investment Limited, Fraser and Neave, Times Publishing, Super Food Brands, VietBev etc.

## Viața personală
Thapana Sirivadhanabhakdi este căsătorit cu Papatchya Thienprasiddhi. Soția sa este fiica lui Pracha și Prajittra Thienprasiddhi și administrează Grădinița Thienprasiddhi, aflată în proprietatea familiei sale.

## Decorații și alte onoruri
Decorații regale thailandeze:
- Marele Cruce de Cavaler (clasa I) al Ordinului „Coroana Thailandei”⁠(d)[6]
- Companion (clasa a IV-a) al Ordinului Direkgunabhorn⁠(d)[6]

Decorații străine:
- Cavaler al Legiunii de Onoare (Franța)[6]

Doctorate onorifice:
- Universitatea Bangkok[6]
- Universitatea de Tehnologie Rajamangala⁠(d)[6]
- Institutul de Administrarea Afacerilor Sasin al Universității Chulalongkorn[6]
- Institutul de Tehnologie Regele Mongkut din Ladkrabang[6]
- Universitatea Suan Sunandha Rajabhat[6]
- Universitatea Chiang Mai Rajabhat[6]
- Universitatea Ramkhamhaeng[6]